# Nozières (Ardèche)
Nozières – miejscowość i gmina we Francji, w regionie Owernia-Rodan-Alpy, w departamencie Ardèche.
Według danych na rok 1990 gminę zamieszkiwało 300 osób, a gęstość zaludnienia wynosiła 14 osób/km² (wśród 2880 gmin regionu Rodan-Alpy Nozières plasuje się na 1329. miejscu pod względem liczby ludności, natomiast pod względem powierzchni na miejscu 444.).